# Geschenk des Himmels (2001)
Geschenk des Himmels (Originaltitel Strange Invaders) ist ein kanadischer animierter Kurzfilm von Cordell Barker aus dem Jahr 2001.

## Handlung
Roger und Doris sind seit Jahren ein Paar, haben jedoch keine Kinder. Mit einem Fernglas beobachtet Roger die Häuser der anderen Paare und deren Kinder. Doris strickt Söckchen – für den Hund der Familie. Roger und Doris betrachten den nächtlichen Himmel und sehen sich in imaginierten Sternbildern als mögliche Eltern. Sie schlafen miteinander, obwohl Roger Rückenprobleme und Doris in letzter Zeit zugenommen hat.
In der Nacht scheppert es plötzlich. In den Wohnzimmerboden der Familie hat ein kleines Männchen im Anzug eingeschlagen, das auf das Wort Peanut reagiert. Roger und Doris sehen in ihm den langgehegten Kinderwunsch und nehmen das Wesen auf. Nichts ist mehr, wie es war: Der Hund wird vernachlässigt, das Wesen frisst sämtliche Fische des Aquariums und nimmt die Technik des Hauses auseinander. Irgendwann packt Doris entnervt ihre Koffer und fährt, tatkräftig vom Familienhund unterstützt, davon. Roger wiederum entdeckt, dass das Männchen im oberen Stockwerk eine Art Funkstation ins All aufgebaut hat und Signale aussendet. Er fällt über Spielzeug, das auf der Treppe liegt, und stürzt die Treppe hinunter. Auf die Signale des Männchens hin erreichen nun zahlreiche Männchen das Haus und beugen sich bedrohlich über Roger.
Er fährt schreiend hoch – es war alles nur ein böser Traum. Als er Doris neben sich wahllos essen sieht, weiß er, dass sie nicht dick, sondern schwanger ist. Nach dem ersten Grauen in Gedanken an den Traum sieht er, wie sie sich auf das Kind freut, und reagiert vorsichtig begeistert.

## Synchronisation
| Rolle        | Originalsprecher  |
| ------------ | ----------------- |
| Roger        | Cordell Barker    |
| Doris        | Jennifer Torrance |
| Das Männchen | Jackson Barker    |

## Auszeichnungen
Strange Invaders wurde 2002 für einen Oscar in der Kategorie „Bester animierter Kurzfilm“ nominiert, konnte sich jedoch nicht gegen Der Vogelschreck durchsetzen. Zudem war er für einen Genie Award als Bester animierter Kurzfilm nominiert.